# 福原良通
福原 良通（ふくばら よしみち、弘化4年6月23日（1847年8月3日） - 明治15年（1882年）8月17日）は、日本の裁判官、宇部領主福原家当主。通称は駒之進、別名は鈴尾親徳、福原芳山。号は東洋。妻は福原元僴の娘・トハ子。子に福原俊丸、梅子（大村徳敏夫人）ら。

## 生涯
長州藩の上級藩士粟屋親睦の次男として生まれ、はじめ国司親通の養子となり、国司駒之進良通を名乗る。元治元年（1864年）7月21日、藩主毛利敬親の命により宇部領主福原元僴の養嗣子となった。同年11月12日に養父の元僴が禁門の変の責任を取り自害すると、家名は断絶となった。福原姓を憚り（明治元年に復姓）、福原氏発祥の城である鈴尾城から名字を取り、鈴尾五郎と名乗った。後に藩主毛利敬親より偏諱を与えられ鈴尾親徳（すずお ちかのり）と称する。1865年（慶応元年）干城隊の総督および加判役（家老格）となり、薩摩名義による武器戦艦購入では重要な職責を果たし、四境戦争では宇部兵を率いて闘い、1867年（慶応3年）渡英した。
在英中木戸孝允、杉孫七郎他宛てに大攘夷を勧める書簡を書き、その後『英国政体覚え書き』を明治政府に、『全権大使岩倉閣下に呈する書』を岩倉使節団に奏上した。1874年（明治7年）6月、イギリスのリンカーン法曹院で、日本人として初めて法廷弁護士（バリスター）の資格を得た。法曹院のバリスター資格記録簿にはGoronosuke Yoshiyamaとサインしている。同年8月帰国し、司法省に奉職したが、この時姓名を福原芳山と届出た。旧領宇部においては、元長州藩石炭局主任の福井忠次郎らが設立した石炭会社により独占されていた、旧宇部村の借区権（採鉱権）を8ヵ年の年賦払いで買い戻す交渉を成功させ、今日の工業都市宇部市発展の礎を築いた。
1876年（明治9年）司法小丞、1878年（明治11年）には大阪裁判所判事。1881年（明治14年）、大審院詰となる。しかし、翌1882年（明治15年）に脚気のため35歳で死去した。墓所は東京都台東区谷中霊園乙12号4側にあったが、2002年（平成14年）、山口県宇部市小串の宗隣寺に改葬された。法名は瑞芳院感応道雄。

## 子孫
子の福原俊丸は父祖の功績により男爵となり、東京帝国大学や早稲田大学講師、大蔵省臨時建築部技師などを歴任。後に貴族院議員となった。

## 参考資料
- 図説宇部・小野田・美祢・厚狭の歴史（日野綏彦、土屋貞夫監修）
- 宇部市史
- 『福原文書・中巻』（渡辺翁記念文化協会・1988年発行）
- 『防長回天史・第5編上』
- 『福原芳山公の足跡を訪ねて』